# Poder dual

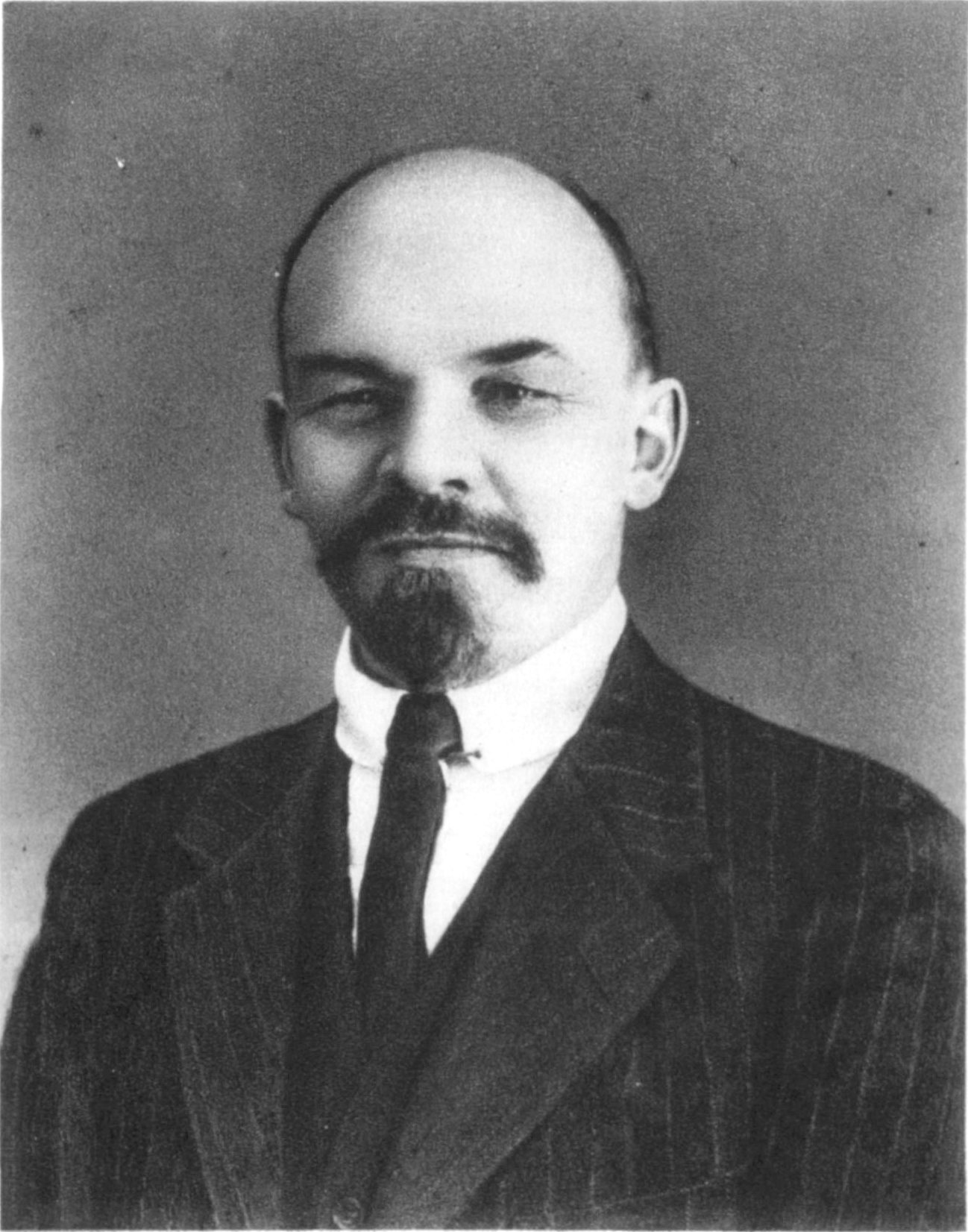
Lenin, en un libro de 1930

El poder dual es un concepto primero articulado por Lenin en el artículo El poder dual (dvoevlastie) que describe una situación en la Revolución de febrero en la que dos poderes, los consejos obreros (o soviets) y el aparato oficial del Estado del gobierno provisional ruso, coexistieron el uno con el otro compitiendo por la legitimidad. Lenin argumentó que esta situación esencialmente inestable constituía una oportunidad única para que los soviets incrementasen su poder aplastando al gobierno provisional y situándose como la base de una nueva forma de poder del Estado. Esta noción sirvió de inspiración a las estrategias de las siguientes revoluciones comunistas como la Revolución China liderada por Mao Zedong.
El concepto de poder dual por extensión puede referirse a cualquier "contrapoder" o "contrainstitución" en lugar y en oposición al poder del gobierno establecido.